# Irene Maks-van Veen
Irene Maria Wilhelmina Maks-van Veen (Amsterdam, 14 september 1944) is een Nederlands politicus van de PvdA.
Na het gymnasium ging ze in Amsterdam rechten studeren, welke studie ze aan de Rijksuniversiteit Groningen afrondde. Begin jaren 70 maakte ze in Groningen als fractie-assistent de roerige periode met Max van den Berg van nabij mee. In 1974 werd ze zowel wethouder van Winsum als lid van de Provinciale Staten van Groningen. Die laatste functie gaf ze in 1978 op omdat haar partij die dubbelfunctie niet langer toestond.
In september 1982 volgde haar benoeming tot burgemeester van Eenrum, als opvolgster van Meint Zuiderveen, die bij een verkeersongeluk om het leven was gekomen. In mei 1987 werd ze waarnemend burgemeester van de Limburgse gemeenten Posterholt en Sint Odiliënberg. Na de gemeentelijke herindeling van 1 januari 1991 werd ze burgemeester van Heythuysen.
In de zomer van 2002 werd ze betrapt op het meenemen van lippenstift van €7,50 uit een DA-drogisterij zonder daarvoor te betalen. Hoewel ze zelf beweerde dat het niet om winkeldiefstal maar om een vergissing ging, was deze lippenstift-affaire de aanleiding om haar per 1 januari 2003 ontslag te verlenen. Omdat het, ondanks de aanleiding, om een eervol ontslag ging was ze van mening dat ze recht had op wachtgeld. De gemeente Heythuysen, die dat zou moeten betalen, maakte daar bezwaar tegen, mede omdat er met haar was afgesproken dat ze daar vanaf zou zien. Vanaf augustus 2002 was Joos Truijen, sinds 1994 burgemeester van Hunsel, tevens waarnemend burgemeester van Heythuysen.